# 欣克爾斯 (喬治亞州)
欣克爾斯（英語：Hinkles）是位於美國喬治亞州沃克縣的一個非建制地區。該地的面積和人口皆未知。

## 地理
欣克爾斯的座標為34°54′30″N 85°23′40″W / 34.90833°N 85.39444°W，而該地的平均海拔高度為459米（即1506英尺）。